# Thug Life
Thug Life byla americká hiphopová skupina, kterou tvořili 2Pac, Big Syke, Mopreme, Macadoshis a The Rated R. Vydali jedno album, Thug Life, Volume I z roku 1994, než se v roce 1995 rozpadli.

## Historie
Big Syke byl členem gangu Crips a Macadoshis byl v 90. letech drogovým dealerem. Tupac, Randy „Stretch“ Walker a Princess Mel založili v roce 1992 spolu s Tyrussem „Little Psycho“ Himesem skupinu Thug Life. Nahráli píseň s názvem „Thug Life“. Brzy se k nim připojil Little Psycho pod jménem Syke.
Později se k nim přidali Macadoshis a The Rated R. Podepsali smlouvu s Interscope Records a nahráli LP s názvem Thug Life, Volume I. Později se k nim připojil Tupacův nevlastní bratr Mopreme Shakur.
Spekuluje se také, že 2Pac a Thug Life měli podepsat smlouvu s Ruthless Records, kterou vedl Eazy-E'. V roce 1993 se 2Pac a Eazy-E setkali, aby jednali o podepsání smlouvy. Eazy se líbila demo nahrávka, kterou 2Pac přinesl s sebou. Chtěl, aby 2Pac změnil název své skupiny, protože nechtěl, aby existovaly dvě skupiny se stejným názvem. Druhou „thug“ skupinou byli Bone Thugs-n-Harmony. K podpisu smlouvy však nikdy nedošlo, protože Eazy-E zemřel 26. března 1995 na AIDS.
Někteří členové skupiny se v roce 1995 připojili k nové skupině Outlawz. Po Tupacově smrti v roce 1996 se skupina definitivně rozpadla.

## Členové
- Tupac Shakur (1992–1995, zemřel v roce 1996)
- Big Syke (a.k.a. Little Psycho nebo Mussolini) (1992–1995, zemřel v roce 2016)
- Mopreme Shakur (1994–1995)
- Macadoshis (1994–1995)
- The Rated R (1994–1995)

## Diskografie

### Studiová alba
- Thug Life, Volume I (1994)